# Season of Glass (album)
Pour les articles homonymes, voir Season of Glass.
Albums de Yoko Ono
Double Fantasy
(1980) It's Alright (I See Rainbows)
(1982)
Singles
1. No, No, No
Sortie :  Septembre 1981
2. Goodbye Sadness
Sortie :  Novembre 1981

Season of Glass est le sixième album solo de Yoko Ono. Paru le 8 juin 1981 en Angleterre et le 12 juin 1981 aux États-Unis, il est le premier de l'artiste japonaise à être publié après l'assassinat de John Lennon.
Enregistré avec les mêmes musiciens que Double Fantasy, cet album se veut plus rageur que ses précédents, Yoko se livrant sur son travail de deuil avec des chansons composées de mélodies pop sophistiquées.

## Réception
À sa sortie, Season of Glass se classe à la 49e place du Billboard 200, devenant ainsi la meilleure vente d'un album de Yoko en solo.

## Réédition
La ré-édition de Rykodisc en 1997 contient deux chansons supplémentaires dont le single Walking on Thin Ice et une version a cappella de I Don't Know Why enregistrée le lendemain du décès de John Lennon.

## Liste des chansons
Toutes les chansons sont écrites par Yoko Ono.
| 1. | Goodbye Sadness            | Yoko Ono | Yoko Ono | 3:48 |
| 2. | Mindweaver                 | Yoko Ono | Yoko Ono | 4:24 |
| 3. | Even When You're Far Away  | Yoko Ono | Yoko Ono | 4:12 |
| 4. | Nobody Sees Me Like You Do | Yoko Ono | Yoko Ono | 3:13 |
| 5. | Turn of the Wheel          | Yoko Ono | Yoko Ono | 2:41 |
| 6. | Dogtown                    | Yoko Ono | Yoko Ono | 3:32 |
| 7. | Silver Horse               | Yoko Ono | Yoko Ono | 3:03 |

| 8.  | I Don't Know Why           | Yoko Ono | Yoko Ono | 4:18 |
| 9.  | Extension 33               | Yoko Ono | Yoko Ono | 2:45 |
| 10. | No, No, No                 | Yoko Ono | Yoko Ono | 2:43 |
| 11. | Will You Touch Me          | Yoko Ono | Yoko Ono | 2:37 |
| 12. | She Gets Down on Her Knees | Yoko Ono | Yoko Ono | 4:13 |
| 13. | Toyboat                    | Yoko Ono | Yoko Ono | 3:31 |
| 14. | Mother of the Universe     | Yoko Ono | Yoko Ono | 4:26 |

| 15. | Walking on Thin Ice (Single version) | Yoko Ono | Yoko Ono | 6:00 |
| 16. | I Don't Know Why (Demo)              | Yoko Ono | Yoko Ono | 2:48 |

## Fiche technique

### Interprètes
Musiciens
- Yoko Ono : chant, chœur
- Hugh McCracken : guitare, guimbarde
- Earl Slick : guitare
- Anthony Davillo : guitare, claviers
- George Small : claviers
- Tony Levin : basse
- John Siegler : batterie
- Andy Newmark : batterie
- David Friedman : vibraphone, percussions
- Arthur Jenkins : percussions
- George 'Young' Opalisky : saxophone
- Michael Brecker : saxophone
- Ronnie Cuber : saxophone
- Howard Johnson : tuba
- Sean Lennon : chœurs

## Autour de l'album
La célèbre pochette de l'album montrant les lunettes de Lennon tachées de sang, provoque de violentes critiques et la colère des fans qui accusent Yoko d'être sans cœur et profiteuse. Cependant, elle déclara avoir choisi cette image, car elle voulait représenter ce qu'elle et d'autres membres de la famille de Lennon ont enduré après la mort de ce dernier.
Cette photographie sera vendue aux enchères à Londres en avril 2002 pour $13 000.